# Ko Eun-mi
Ko Eun-mi (de nacimiento Ahn Eun-mi) es una actriz surcoreana. Debutó en 1995 como cantante en la banda T.Ra.V (acrónimo de "TV+Radio+Video"), que publicó el álbum Hey! Henter antes de su disolución. Participó en 1996 del sitcom Three Guys and Three Girls (Tres Chicos y Tres Chicas), y ha estado actuando a tiempo completo desde 2001. Es conocida por sus papeles en los dramas Even So Love, Loving You a Thousand Times, Dangerous Women y Lady Storm.

## Filmografía

### Serie de televisión
| Año  | Título                                                | Papel                                        | Red        |
| ---- | ----------------------------------------------------- | -------------------------------------------- | ---------- |
| 1996 | Tres Chicos y Tres Chicas                             | Eun-mi                                       | MBC        |
| 2001 | Por Qué Mujeres?                                      | Kim Eun-mi                                   | KBS2       |
| 2002 | Girl's High School Days                               |                                              | KBS2       |
| 2003 | La edad de los Guerreros                              | concubina de Soon-joo                        | KBS1       |
| 2005 | HDTV Literatura - El trigo de la Temporada            | Hae-yeon                                     | KBS1       |
| 2006 | HDTV Literatura - Como el río que fluye               | Song Young-chae                              | KBS1       |
| 2006 | De Corazón puro                                       | Ha Soo-jung                                  | KBS1       |
| 2007 | Even So Love (también conocida como Heart of Destiny) | Seo Myung-ji                                 | MBC        |
| 2009 | Loving You a Thousand Times                           | Lee Sun-young                                | SBS        |
| 2010 | Salud por las Mujeres                                 |                                              |            |
| 2010 | Soy Leyenda                                           | Kang Ran-hee                                 | SBS        |
| 2010 | Sonrisa, Mamá                                         | Hwang Bo-mi                                  | SBS        |
| 2011 | Drama Especial - El Día 7                             | Yeon-hee                                     | KBS2       |
| 2011 | Peligroso Mujeres                                     | Kang Yoo-ra                                  | MBC        |
| 2013 | Imperio de Oro                                        | Park Eun-jung                                | SBS        |
| 2014 | Esposa Escándalo - El Viento Se Levanta               | Esposa (episodio 4: "el Amor de la Batería") | TV Chosun  |
| 2014 | Señora De La Tormenta                                 | Hacer Hye-bin                                | MBC        |
| 2015 | Exactamente que está pasando?                         | Ahn-na                                       | Daum TVpot |
| 2017 | El retorno de la Suerte Bok                           | Hong Ran-young                               | MBC        |

### Cine
| Año  | Título                | Rol                    |
| ---- | --------------------- | ---------------------- |
| 2001 | Guns & Talks          | Oh Young-ran           |
| 2009 | The Righteous Thief   | Choi Soo-young         |
| 2010 | The Quiz Show Scandal | Im Yeon-yi (cameo)     |
| 2014 | We Are Brothers       | Seung-ja joven (cameo) |
| 2015 | Makgeolli Girls       | Kim Ha-jeong           |

## Discografía
| Año  | Título                                     | Artista                   | Notas                       |
| ---- | ------------------------------------------ | ------------------------- | --------------------------- |
| 1995 | Hey! Hunter                                | T.Ra.V (티라비 ())        | álbum                       |
| 2010 | "Love, Love is Always So, Like Rain Water" | Ko Eun-mi                 | I Am Legend OST             |
| 2012 | "Nice to Meet You"                         | Ko Eun-mi and Son Hoyoung | The Duet 2nd Week - Live EP |

## Premios y nominaciones
| Año  | Premio           | Categoría                                            | Nominación         | Resultado |
| ---- | ---------------- | ---------------------------------------------------- | ------------------ | --------- |
| 2007 | MBC Drama Awards | Mejor Actriz Revelación                              | Aún Así El Amor    | Nominada  |
| 2011 | MBC Drama Awards | Premio a la excelencia, Actriz en una Serie de Drama | Peligrosas Mujeres | Nominada  |